# 田村啓美のスタミナラジオ
『田村啓美のスタミナラジオ』（たむらひろみのスタミナラジオ）は、青森放送で、ナイターインのときに放送されているラジオ番組。パーソナリティーは青森放送アナウンサーの田村啓美。

## 概要
1995年10月にスタート。本来は、ナイトブリッジ・フォー・ユーの『スタミナラジオ お元気sensation』（おげんきセンセイション）というタイトルで放送しているが、ナイトブリッジ･フォー･ユーは2001年から時間の都合上、ナイターオフの時期にしか放送ができないため、ナイターインのときは田村アナだけこの番組を放送している（実質ブランク無し）。
番組には、毎月1つのテーマに沿ったお便りを募集･紹介する「今月のテーマ」、リスナーの悩みを他のリスナーが相談に乗り、リスナー同士で解決に導く「Don't worry.」、番組リスナーが寄せたファッション・トレンドなどを取り上げる「おしゃれ情報」などのコーナーがあるが、メインはリスナーからのふつおた紹介である。
番組は下は小学生から上は60代まで幅広い層に聴かれている。
2006年9月25日の放送で終了。
| スタブアイコン | サブスタブ | この項目は、まだ閲覧者の調べものの参照としては役立たない、ラジオ番組に関連した書きかけの項目です。この項目を加筆・訂正などしてくださる協力者を求めています（P:ラジオ/PJ:放送番組）。 |